# Wirecard
Wirecard AG was een wereldwijd financieel dienstverlenings- en technologiebedrijf, waarvan het hoofdkantoor gevestigd was in Duitsland. Het bedrijf bood betaalverwerkings-, kaartuitgifte- en risicobeheerdiensten aan. Wirecard had een gelijknamig internetbetaalsysteem ontwikkeld. Wirecard Bank AG werkte onder een Duitse banklicentie en stond genoteerd op de Frankfurter beurs. Op 25 juni 2020 vroeg het bedrijf faillissement aan, nadat het eerder  toegegeven had dat € 1,9 miljard aan activa - ongeveer een kwart van het totaal - wellicht fictief was.

## Beursgang
In 1999 werd het bedrijf opgericht. In 2005 volgde de notering van de aandelen op de effectenbeurs van Frankfurt. Wirecard maakte sinds 18 september 2006 deel uit van de TecDAX-aandelenindex en vanaf september 2018 was het ook onderdeel van de belangrijke DAX-index van Deutsche Börse. Op 24 augustus 2020 werd Wirecard uit de DAX-index verwijderd.
Op de piek in augustus 2018 lag de koers van het aandeel op zo'n € 191, maar vanaf september 2020 is de koers niet boven de € 1 uitgekomen.

## Twijfels financiële informatie
Door de snelle groei van het bedrijf stelden analisten vragen bij de financiële verslaglegging. Dit gebeurde onder andere in 2008, 2015 en 2016. In 2019 kwam hier ook kritiek van de Financial Times bij, die misstanden in het Aziatische hoofdkantoor in Singapore aankaartte. Wirecard beschuldigde de Engelse krant van samenspanning met beleggers die speculeren op een koersdaling. Wirecard huurde een advocatenkantoor in om de beschuldigingen van de journalisten te ontkrachten, iets wat gedeeltelijk lukte. Financial Times journalist Dan McCrum is zes jaar met zijn onderzoek bezig geweest. Medio oktober 2019 zette de krant een serie documenten online die duidelijk aantonen dat het bestuur van Wirecard met opzet de omzet- en winstcijfers flatteert. Accountantsfirma KPMG onderzocht de jaarverslagen die waren goedgekeurd door EY en oordeelde dat laatstgenoemde verregaand nalatig was geweest in het vaststellen van de vermeende tegoeden. Juni 2022 komt het boek van de onderzoeksjournalist uit: Money Men.

### Faillissement na zoekraken van 1,9 miljard euro
Op 18 juni 2020 werd bekend dat er € 1,9 miljard zoek is bij het bedrijf. De aandelenkoers zakte die dag met 60%. Gevreesd wordt zelfs dat het einde van het bedrijf nabij is. Op 19 juni 2020 trad Markus Braun met onmiddellijke ingang terug als bestuursvoorzitter. Zijn opvolger is James Freis, die een dag eerder nog per direct in het bestuur was benoemd. Op 22 juni bracht het bedrijf naar buiten dat de € 1,9 miljard die zoek zou zijn, waarschijnlijk nooit heeft bestaan. Het bedrijf is in de periode voor het faillissement leeggehaald door bestuurders. Volgens de Europese toezichthouder ESMA was het Duitse toezicht ondermaats en hielden toezichthouders van BaFin zelf aandelen Wirecard aan. Ralf Bose de baas van de Duitse accountantstoezichthouder APAS heeft met aandelen Wirecard gespeculeerd terwijl het vooronderzoek naar mogelijke onregelmatigheden van zijn eigen organisatie naar het bedrijf al liep. Het accountantskantoor EY kwam ook onder vuur te liggen.
In augustus 2020 werd de helft van het personeel ontslagen. Er werkten nog zo'n 1500 mensen en 730 personeelsleden zijn per 25 augustus ontslagen. In de maanden hiervoor hebben 400 medewerkers zelf al besloten te vertrekken. De rechtbank in München heeft een curator aangesteld die het bedrijf moet opsplitsen en de onderdelen verkopen om schuldeisers te betalen. In augustus werd de Engelse tak, Wirecard Card Solutions, verkocht aan Railsbank. In oktober volgde de verkoop van Wirecard North America aan Syncapay. Dit onderdeel werd in 2016 door Wirecard gekocht en er werkten nog zo'n 200 medewerkers.
In april 2023 legde de Duitse toezichthouder APAS de Wirecard accountant EY een stevige straf op. EY mag de komende twee jaar geen nieuwe auditopdrachten aannemen van beursgenoteerde ondernemingen in Duitsland. Verder kreeg EY een boete van € 500.000 en tot slot kregen vijf medewerkers geldboetes tussen € 23.000 en € 300.000.
In september 2024 werden oud-directeur van Wirecard Markus Braun, financieel directeur Alexander von Knoop en het hoofd productontwikkeling Susanne Steidlen veroordeeld tot het betalen van € 140 miljoen plus rente aan schadevergoeding aan de curator van Wirecard. De rechtbank stelde de drie persoonlijk verantwoordelijk voor de verliezen met betrekking tot leningen aan obscure Aziatische zakenpartners, terwijl zij wisten dat er een grote kans was dat de leningen nooit zouden worden afgelost. De drie oud-bestuurders kunnen nog in beroep gaan.

## Activiteiten

### Producten en diensten
In november 2006 heeft Wirecard een internetbetaalsysteem geïntroduceerd onder de naam "Wirecard". De consument kan een rekening openen door zich online te registreren bij Wirecard Bank. Deze rekening kan hij dan vullen door middel van contanten, kaarten, overschrijvingen, of een aantal lokale betaalsystemen. De dienst omvatte een gratis virtuele prepaid MasterCard voor consumenten, die gebruikt kon worden om wereldwijd bij MasterCard-locaties te betalen. Naast het gebruik van de standaard MasterCard-producten, konden gebruikers van het Wirecard-systeem ook in realtime geld aan elkaar verzenden. Ook konden klanten kiezen voor een fysieke MasterCard. Het elektronische betaalverwerkings- en risicobeheerplatform van Wirecard AG ondersteunt ruim 85 lokale en internationale betaal- en fraudebeveiligingssystemen. Wirecard AG is lid van ADP CardClear en IATA.
Met het Wirecard-product Supplier and Commission Payments (SCP) kunnen wereldwijde betalingen aan leveranciers en verkopers automatisch afgehandeld worden. De dienst is gebaseerd op het automatisch uitgeven van "virtuele" creditcards door Wirecard Bank. Leveranciers- of commissiebetalingen die internationaal gebeuren (bijvoorbeeld betaling van intermediaire commissies van hotels aan reisbureaus) kunnen verwerkt en afgehandeld worden via elektronische verzending van enkele "virtuele" creditcardnummers die beperkt gebruikt worden.

### Resultatenoverzicht
| Jaar | Omzet         | Nettoresultaat | Werknemers |
| Jaar | (× € miljoen) | (× € miljoen)  | Werknemers |
| ---- | ------------- | -------------- | ---------- |
| 2004 | 7             | 0,05           | 18         |
| 2005 | 54            | 8,0            | 323        |
| 2006 | 82            | 15,4           | 361        |
| 2007 | 134           | 30,5           | 459        |
| 2008 | 197           | 42,3           | 442        |
| 2009 | 229           | 45,5           | 468        |
| 2010 | 272           | 54,0           | 500        |
| 2011 | 325           | 61,2           | 498        |
| 2012 | 395           | 73,3           | 674        |
| 2013 | 482           | 82,7           | 1025       |
| 2014 | 601           | 107,9          | 1750       |
| 2015 | 771           | 142,6          | 2300       |
| 2016 | 1028          | 266,7          | 3766       |
| 2017 | 1490          | 259,7          | 4449       |
| 2018 | 2016          | 347,4          | 5154       |

## Trivia
- Medio augustus 2020 werd de voormalig operationeel directeur van Wirecard, Jan Marsalek, op de internationale opsporingslijst van Interpol gezet.[22] Marsalek is sinds het begin van de affaire spoorloos. Onderzoekscollectief Bellingcat vermoedt dat hij in een privévliegtuig naar Wit-Rusland is gevlucht.[23] In 2024 maakten ZDF, Der Spiegel, de Oostenrijkse Standard en het Russische onafhankelijke onderzoeksplatform The Insider bekend dat Marsalek sinds 2014 banden had met Russische geheime diensten waarvoor hij zou spioneren, klantengegevens van het bedrijf doorgaf aan Rusland en na zijn verdwijning de identiteit van een bestaande Russische priester aannam, die sterk op hem lijkt.[24]
- Op 19 november 2020 werd voormalig topman Markus Braun gehoord door een onderzoekscommissie van het Duitse parlement.[25] Hij legde een korte verklaring af, waarin hij zei dat toezichthouders en politici geen schuld hebben aan de ondergang van het bedrijf en hijzelf ook een slachtoffer is. Hij beriep zich op zijn zwijgrecht als verdachte en beantwoordde nauwelijks vragen.
- Op 30 januari 2021 trad de topman van de Duitse beurswaakhond BaFin, Felix Hufeld, af. Zijn positie stond al langer onder druk.[26] Volgens het Duitse ministerie van Financiën is het schandaal rond Wirecard aanleiding om BaFin te reorganiseren om het toezicht te verbeteren.
- Medio 2022 kwam het boek Money man uit van journalist Dan McCrum dat gaat over zijn onderzoek naar malversaties bij Wirecard.[27]